# Asjad Iqbal
Asjad Iqbal (Urdu: اسجد اقبال; * 15. November 1991 in Sargodha) ist ein pakistanischer Snookerspieler, der sich 2022 für die professionelle World Snooker Tour qualifizierte. 2024 gewann er die nationale Meisterschaft.

## Karriere
Nachdem Iqbal 2009 pakistanischer Juniorenmeister geworden war, nahm er einige Male an internationalen Juniorenmeisterschaften teil. Zugleich wurde er 2010 erstmals pakistanischer Vize-Meister, als er im Endspiel Muhammad Sajjad unterlag. Danach verlagerte er sich auf internationale Erwachsenen-Meisterschaften, bei denen er meist die Finalrunde erreichen konnte, dann aber ausschied.
2015 wurde er zur professionellen 6-Red World Championship eingeladen. Mit Joe Perry, James Wattana und Thor Chuan Leong besiegte er drei Profispieler und qualifizierte er sich für die Finalrunde, in der er gegen Ryan Day verlor. 2017 erreichte er erneut das Finale der pakistanischen Meisterschaft, musste sich aber wieder Muhammad Sajjad geschlagen geben. Eine weitere Finalteilnahme 2019 führte zu einer Niederlage gegen Mohammad Bilal, 2020 unterlag er im Halbfinale Muhammad Asif. Daneben nahm er auch rege an anderen pakistanischen Amateurturnieren teil.
Weitere Teilnahmen an internationalen Turnieren hatten ihn ins Achtelfinale der Amateurweltmeisterschaft 2017, ins Viertelfinale des Snooker-Einzels der Asian Indoor & Martial Arts Games und ins Halbfinale der Six-Red-Amateurweltmeisterschaft 2015 und der Asienmeisterschaft 2019 geführt. Ebenfalls 2019 gewann er eine internationale Meisterschaft gegen Spieler aus den Staaten der Südasiatischen Vereinigung für regionale Kooperation. Neben seinen Erfolgen im Einzel konnte Iqbal auch mehrfach im Team Erfolge erzielen. Mit Shahid Aftab erreichte er 2015 das Finale des IBSF World Team Cups, die beiden verloren aber gegen das Team aus Malaysia. 2017 kam es im gleichen Turnier sogar zu einem rein pakistanischen Finale: Iqbal unterlag zusammen mit Muhammad Sajjad dem Doppel Muhammad Asif und Babar Masih.
2022 nahm Iqbal an der Asia-Oceania Q School teil, einem neuen Ableger der Q School, der asiatischen Spielern die Qualifikation für die Profitour erleichtern sollte. Er galt dabei als einer Favoriten. Im ersten Event erreichte er das Entscheidungsspiel, musste sich aber seinem Landsmann Muhammad Asif geschlagen geben. Im zweiten Event unterlag er im Viertelfinale dem späteren Qualifikanten Himanshu Dinesh Jain, womit Iqbals Hoffnung auf eine Profikarriere zunächst zerplatzte. Gleichzeitig lag er allerdings an der Spitze der sogenannten Order of Merit der Asia-Oceania Q School, also einer durchs Zusammenrechnen aller Ergebnisse der beiden Events entstandenen Rangliste. Die Wende für Iqbal kam wenige Wochen später, als der professionelle Weltverband dem Thailänder Thanawat Tirapongpaiboon, der sich neben Asif im ersten Event qualifiziert hatte, die Startberechtigung entzog. Der nun freie Platz auf der Profitour ging an Iqbal als Erstplatziertem der Order of Merit, wodurch er doch noch Profispieler wurde. Seine Karriere begann mit der Saison 2022/23.
Sein erster Profisieg gelang direkt zum Einstand bei der UK Championship gegen Barry Pinches, den er mit 6:5 schlug. Beim Snooker Shootout erreichte er die Runde der letzten 32, bei der Weltmeisterschaft gelang ihm der Einzug in die zweite Runde, nachdem er Jenson Kendrick mit 10:3 besiegte. Ansonsten schied er bei den Turnieren dieser Saison häufig bereits in der ersten Runde aus. In der folgenden Saison spielte Iqbal nur zu Beginn ein Turnier, das European Masters, wo er in der ersten Runde mit 0:5 gegen Thepchaiya Un-Nooh ausschied. Damit war seine Profikarriere wieder beendet.
Er setzte seine Amateurkarriere fort und erreichte 2024 zum vierten Mal das Finale der nationalen Meisterschaft. Mit einem 7:6-Sieg über Awaisullah Munir wurde er pakistanischer Meister. Noch im selben Jahr erreichte er bei der IBSF 6-Red-Snooker-Weltmeisterschaft sein erstes WM-Finale, das er mit 2:6 gegen den Inder Kamal Chawla verlor.

## Erfolge (Auswahl)
Einzel
| Ausgang                | Jahr | Turnier                                        | Finalgegner      | Ergebnis |
| ---------------------- | ---- | ---------------------------------------------- | ---------------- | -------- |
| Qualifikationsturniere |      |                                                |                  |          |
| Zweiter                | 2022 | Asia-Oceania Q School – Event 1                | Muhammad Asif    | 2:4      |
| Amateurturniere        |      |                                                |                  |          |
| Sieger                 | 2009 | Pakistanische Junioren-Meisterschaft           | Hamza Akbar      | 5:2      |
| Zweiter                | 2010 | Pakistanische Snooker-Meisterschaft            | Muhammad Sajjad  | 2:8      |
| Zweiter                | 2017 | Pakistanische Snooker-Meisterschaft            | Muhammad Sajjad  | 6:8      |
| Zweiter                | 2019 | Pakistanische Snooker-Meisterschaft            | Mohammad Bilal   | 4:8      |
| Sieger                 | 2019 | Internationale Meisterschaft der SAARC-Staaten | Mohammad Bilal   | 7:6      |
| Sieger                 | 2024 | Pakistanische Snooker-Meisterschaft            | Awaisullah Munir | 7:6      |
| Zweiter                | 2024 | IBSF 6-Red-Snooker-Weltmeisterschaft           | Kamal Chawla     | 2:6      |

Team
| Ausgang | Jahr | Turnier             | Teampartner     | Gegner im Finale           | Endstand |
| ------- | ---- | ------------------- | --------------- | -------------------------- | -------- |
| Zweiter | 2015 | IBSF World Team Cup | Shahid Aftab    | Moh Keen Hoo Lim Kok Leong | 4:5      |
| Zweiter | 2017 | IBSF World Team Cup | Muhammad Sajjad | Muhammad Asif Babar Masih  | 4:5      |